# روبرت فرنسيس جارنر
روبرت فرنسيس جارنر (بالإنجليزية: Robert Francis Garner)‏ هو قسيس أمريكي، ولد في 27 أبريل 1920 في جيرسي سيتي في الولايات المتحدة، وتوفي في 25 ديسمبر 2000.